# Ловець (Старозагорська область)
Лове́ць (болг. Ловец) — село в Старозагорській області Болгарії. Входить до складу общини Стара Загора.

## Населення
За даними перепису населення 2011 року у селі проживали 168 осіб.
Національний склад населення села:
| Національність   | Кількість осіб | Відсоток |
| ---------------- | -------------- | -------- |
| болгари          | 143            | 91,7%    |
| цигани           | 13             | 8,3%     |
| турки            | 0              | 0%       |
| інша             | 0              | 0%       |
| не визначились   | 0              | 0%       |
| Всього відповіли | 156            |          |

Розподіл населення за віком у 2011 році:
Динаміка населення: